# Dvärgrördrom
Dvärgrördrom (Botaurus minutus) är en av de minsta fågelarterna i familjen hägrar. Den har en vid utbredning i Europa, Afrika och Asien. IUCN kategoriserar den som livskraftig.

## Utseende och läte
Dvärgrördrommen är med sin längd på 27–36 cm, 40–58 cm i vingspann och en vikt på 60–150 g en av de minsta hägrarna. Undersidan är brungul. Hanen har svart rygg och krona samt svarta vingar med stora vita vingfläckar. Honans rygg är brunare och viongfläcken mer brungul. Lätet är ett taktfast "grook" eller "kekk-ek".

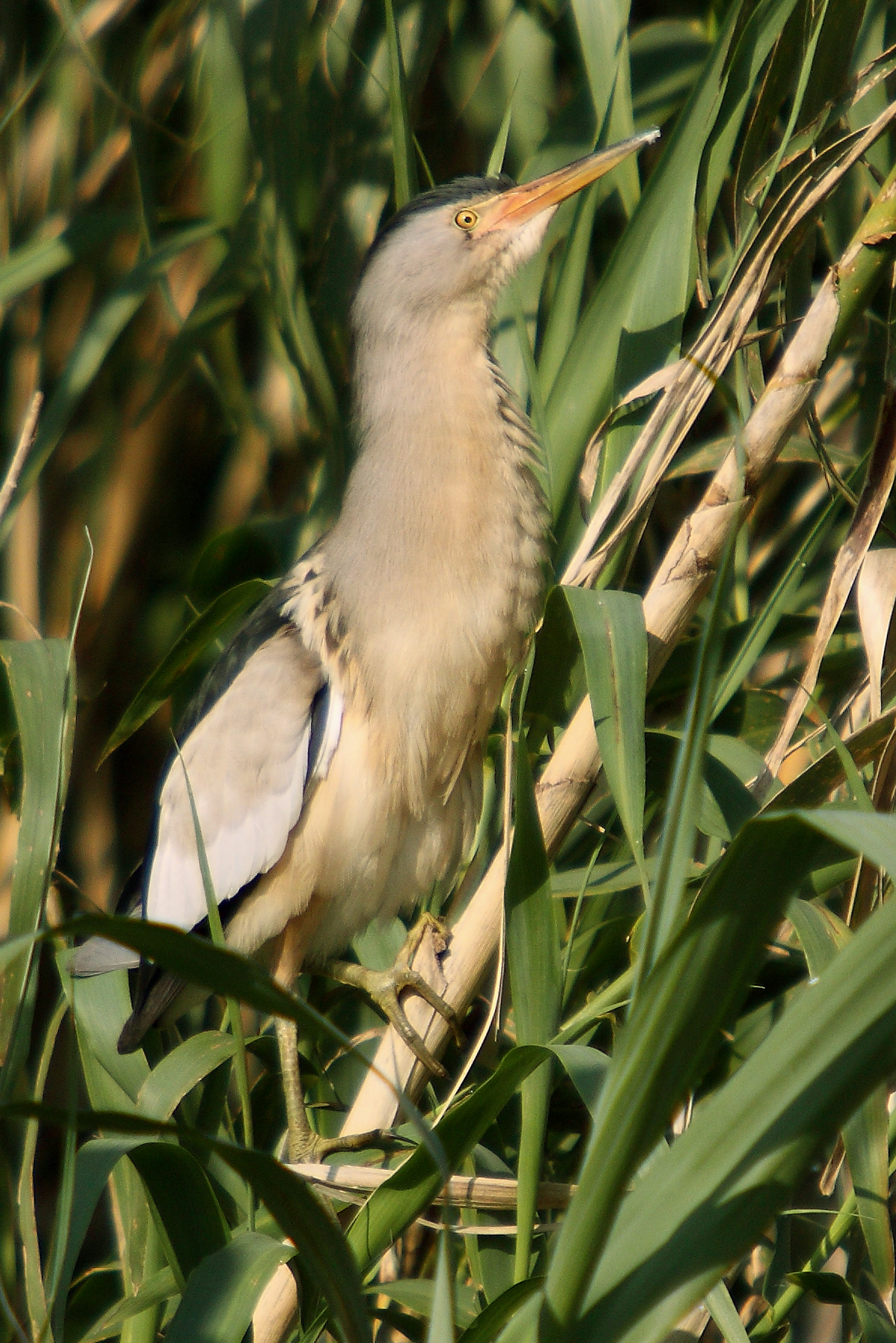
Adult på Lesbos, Grekland.
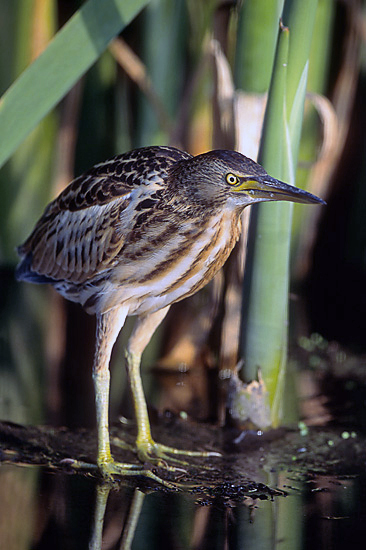
Juvenil dvärgrördrom.
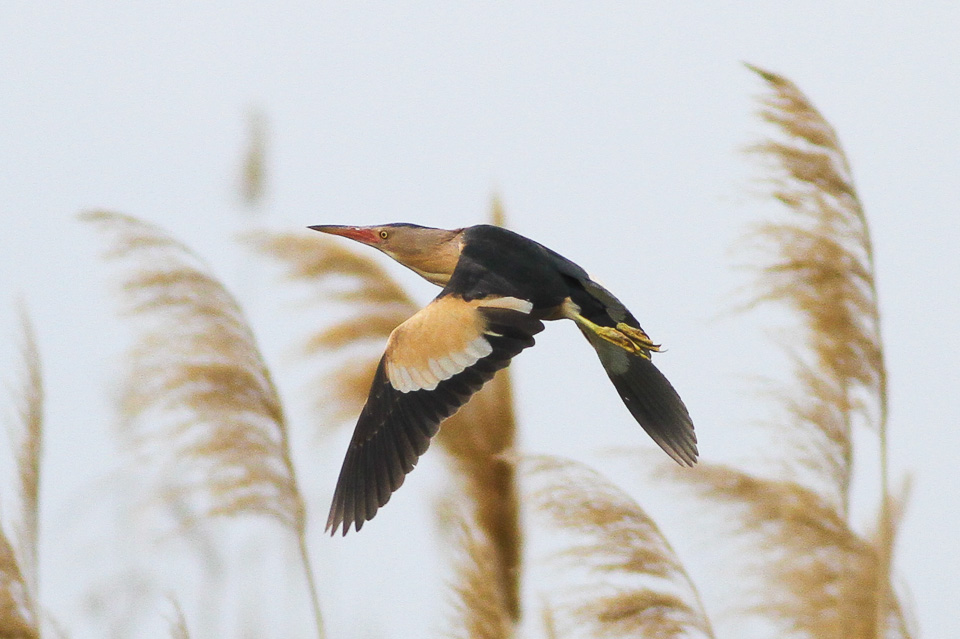
Flygande dvärgrördrom.

## Utbredning och biotop
Dvärgrördrommen häckar huvudsakligen i Afrika, Central- och Sydeuropa, västra och södra Asien samt i Australasien. Den finns även i de tempererade delarna av Europa och Asien som flyttfågel, men är sällsynt i de nordligare delarna av dessa världsdelar. Den lever i säv, vass och buskage nära vatten.

### Underarter
Dvärgrördrommen delas in i tre distinkta underarter med följande utbredning:
- nordlig dvärgrördrom[5] Ixobrychus minutus minutus – centrala och södra Europa till Sibirien samt i Nordafrika
- Ixobrychus minutus payesii – Afrika söder om Sahara
- Ixobrychus minutus podiceps – Madagaskar

Tidigare betraktades även svartryggig dvärgrördrom (Ixobrychus dubius) och den numera utdöda nyazeelanddvärgrördrommen (Ixobrychus novaezelandiae) som underarter till dvärgrördrom, men de båda urskiljs nu allmänt som goda arter.

### Släktestillhörighet
Tidigare placerades arten i Ixobrychus tillsammans med andra små rördrommar, men inkluderas sedan 2024 med de större rördrommarna i Botaurus baserat på genetiska studier. Redan 1987 visade Sheldon med hjälp av DNA-DNA-hybridisering att amerikansk dvärgrördrom står närmare amerikansk rördrom snarare än de två andra Ixobrychus-arterna i studien (kanelrördrom och dvärgrördrom). I Päckert m.fl. (2014) som använde DNA-streckkodning stod amerikansk dvärgrördrom närmare de tre Botaurus-arterna i studien snarare än de övriga Ixobrychus-arterna.
Hruska m.fl. (2023), den hittills mest omfattande genetiska studien av hägrar, bekräftar systerskapet mellan amerikansk dvärgrördrom och Botaurus-rördrommarna, men också att den likaledes amerikanska arten strimryggig dvärgrördrom står närmare denna grupp än övriga dvärgrördrommar. Amerikansk dvärgrördrom och även strimryggig dvärgrördrom skulle därför kunna brytas ut i egna släkten, alternativt flyttas till Botaurus. Med tanke på amerikanska dvärgrördrommens likhet med typarten för Ixobrychus dvärgrördrommen, så pass att de tidigare har behandlats som en och samma art, anses en bättre lösning vara att inkludera alla dvärgrördrommar i ’’Botaurus’’. Att så olikstora arter ryms i ett och samma släkte kan förklaras med att evolutionen i denna grupp gått relativt fort, där stora arter utvecklats snabbt ur mindre.

### Förekomst i Sverige
Ett drygt tiotal fynd av arten har gjorts i Sverige, första gången 1823 i Västerås, senast 23 juni 2007 då en hane sågs i Gårdby hamn på Öland.

## Ekologi
Fågeln är som vanligast i sötvattensvåtmarker med vassbälten och klotsäv, gärna också med inslag av träd som pil och klibbal. Den kan också förekomma vid sjökanter, i sumpskog, fuktiga gräsmarker, risfält och mangroveträsk. Den lever huvudsakligen av insekter som gräshoppor och skalbaggar, men också mollusker, kräftdjur, fisk, grodor, små reptiler och fåglar. 

### Häckning
Dvärgrördrommen bygger sitt bo som återanvänds år efter år av vass och grenar, nära vattenytan eller upp till 60 centimeter ovanför, alternativt i låga buskar och träd. Den häckar oftast ensam men kan forma lösa kolonier.

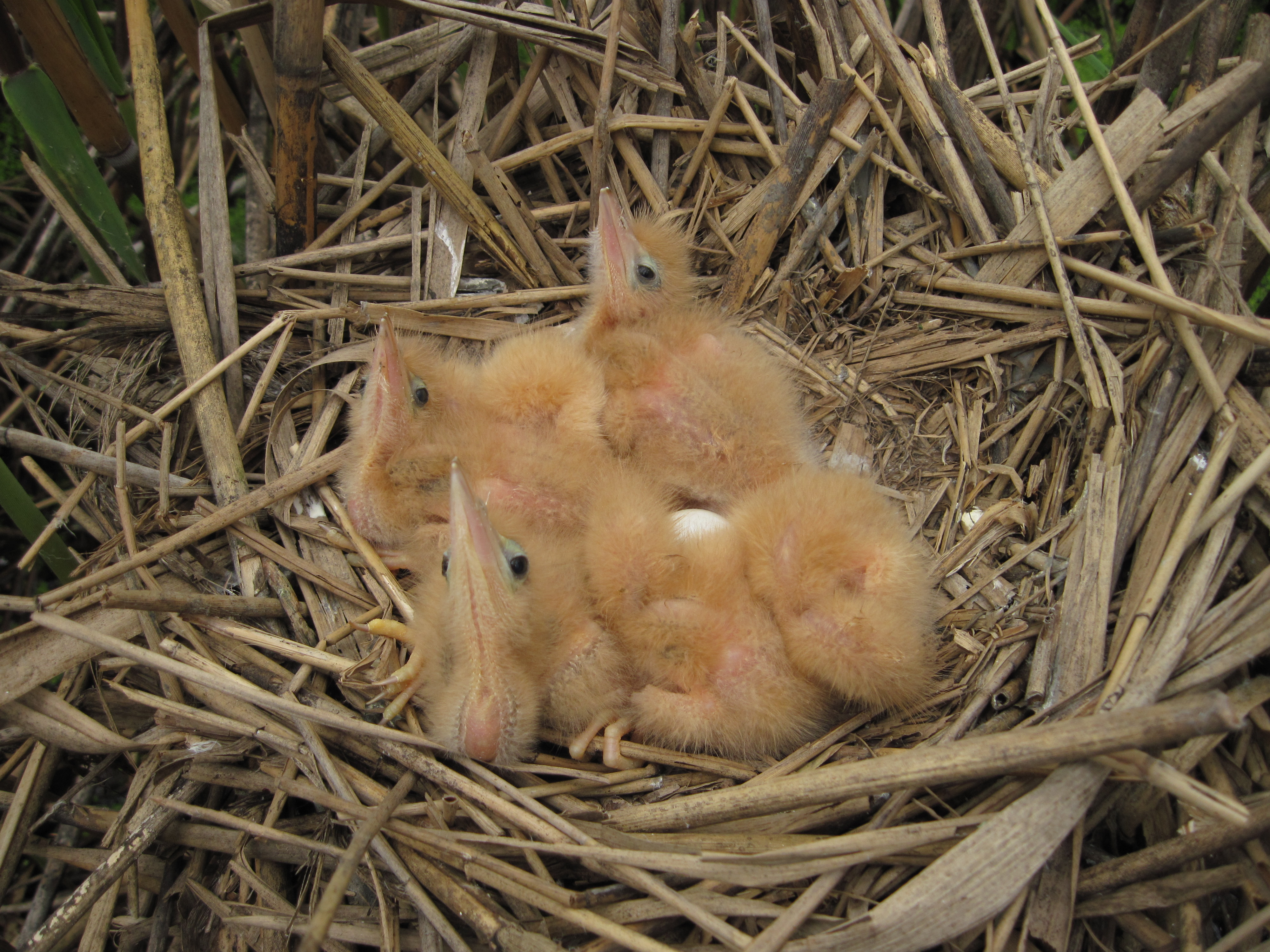
Dvärgrördrommens ungar i boet.

## Status och hot
Arten har ett stort utbredningsområde och en stor population, men tros minska i antal, dock inte tillräckligt kraftigt för att den ska betraktas som hotad. IUCN kategoriserar därför arten som livskraftig (LC). I Europa tros det häcka mellan drygt 63 000 och 111 000 par.